# Cal Worthington
Calvin Coolidge Worthington (27 tháng 11 năm 1920 – 8 tháng 9 năm 2013) là một đại lý xe hơi người Mỹ, nổi tiếng ở Bờ Tây Hoa Kỳ, và ở một mức độ hạn chế hơn ở những nơi khác, từ những lần xuất hiện nhỏ và nhại lại trong một số bộ phim. Ông nổi tiếng với các quảng cáo trên đài phát thanh và truyền hình độc đáo cho Tập đoàn Đại lý Worthington, hầu hết bắt đầu bằng thông báo "Đây là Cal Worthington và chú chó Spot của ông!" mặc dù "Spot" không bao giờ là một con chó. Thông thường, Spot là một con hổ, một con hải cẩu, một con voi, một con tinh tinh hoặc một con gấu. Trong một quảng cáo, "Spot" là một con hà mã, mà Worthington cưỡi trong quảng cáo. Trong một số trường hợp, "Spot" là một phương tiện, chẳng hạn như một chiếc máy bay mà Worthington sẽ được nhìn thấy đứng trên đôi cánh khi đang trên không. "Spot" đã chính thức nghỉ hưu vào giữa những năm 1980; tuy nhiên thỉnh thoảng ông được nhắc đến trong các quảng cáo sau này.
Theo một hồ sơ được xuất bản ở Sacramento Bee năm 1990, Worthington thu về 316,8 triệu đô la vào năm 1988, khiến ông trở thành chủ sở hữu duy nhất lớn nhất của một chuỗi đại lý xe hơi. Công ty quảng cáo của anh, được đặt tên là Spot Advertising, với Worthington là khách hàng duy nhất của mình và chi 15 triệu đô la cho quảng cáo, nhiều hơn bất kỳ đại lý ô tô nào vào thời điểm đó. Ông đã bán ô tô từ năm 1945 cho đến khi ông qua đời và sở hữu một trang trại 24.000 mẫu Anh (9.700 ha; 38 dặm vuông) ở Orland, California, phía bắc Sacramento.